# Guerra civile del re debole
Nella materia di Britannia, la guerra civile del re debole è una guerra leggendaria combattuta nell'ultima fase del regno del sovrano britannico Leil (ormai vecchio e debole), come racconta
Goffredo di Monmouth nella sua Historia Regum Britanniae.
Fu iniziata da coloro che, all'interno del regno, desideravano un cambiamento. Morto Leil, scoppiò la guerra aperta per il trono. Il figlio del defunto sovrano, Rud Hud Hudibras, successe al padre, ma gli servì del tempo per riportare la pace.